# Вивільга сріблиста
Вивільга сріблиста (Oriolus mellianus) — вид співочих птахів родини вивільгових (Oriolidae).

## Поширення
Птах поширений на півдні Китаю (провінції Сичуань, Гуйчжоу, Гуансі та Гуандун). На зимівлю птах мігрує до Таїланду і Камбоджі. Його природними середовищами існування є субтропічний або тропічний вологий низинний ліс і субтропічний або тропічний вологий гірський ліс.

## Опис
Птах завдовжки до 28 см. Оперення біле з чорними головою та крилами.